# Tunde Adebimpe
Babatunde Omoroga (Tunde) Adebimpe (St. Louis, Missouri, Verenigde Staten) is een Amerikaans muzikant en (stem)acteur. Hij groeide op in Hampton (Pennsylvania), waar hij van 1989 tot 1993 naar de Shady Side Academy ging. In deze periode speelde hij met een schoolvriend in een bandje met de naam Apocalyptic Polyester Horsemen. Hij is vooral bekend als zanger van de experimentele-rockband TV on the Radio. Hij leerde medebandlid Kyp Malone in de vroege jaren negentig kennen. In 2001 speelde Adebimpe de hoofdrol in de onafhankelijke film Jump Tomorrow. Ook speelde Adebimpe de rol van Mr. Cobwell in Spider-Man: Homecoming uit 2017.

## Discografie
- K calculator (2002)
- Desperate Youth, Blood Thirsty Babes (2004)
- Return to Cookie Mountain (2006)
- Dear Science (2008)
- Nine Types of Light (2011)

### Overig
Onderstaand overzicht is niet compleet.
- Voor het door David Sitek, die eveneens in TV on the Radio speelt, geproduceerde album It's Blitz! van de Yeah Yeah Yeahs zong Adebimpe partijen in.
- In 2010 werkte Adebimpe samen met Massive Attack voor het liedje "Pray for Rain", uitgebracht op het album Heligoland.
- In 2015 werkte hij samen met Leftfield op het album Alternative Light Source en zong hij het openingsnummer Bad Radio.

## Filmografie
Uitgezonderd korte films

### Film
| Jaar | Titel                  | Rol           | Opmerkingen |
| ---- | ---------------------- | ------------- | ----------- |
| 2001 | Jump Tomorrow          | George Abiola |             |
| 2008 | Rachel Getting Married | Sidney        |             |
| 2015 | Nasty Baby             | Mo            |             |
| 2015 | 7 Chinese Brothers     | Major Norwood |             |
| 2017 | Spider-Man: Homecoming | Mr. Cobbwell  |             |
| 2019 | Marriage Story         | Sam           |             |
| 2020 | She Dies Tomorrow      | Brian         |             |
| 2021 | The Sleeping Negro     | Sheriff       |             |
| 2021 | Ultrasound             | Dr. Conners   |             |
| 2022 | No More Time           | Noah          |             |
| 2024 | Twisters               | Dexter        |             |

### Televisie
| Jaar      | Titel                      | Rol                                                                       | Opmerkingen                                       |
| --------- | -------------------------- | ------------------------------------------------------------------------- | ------------------------------------------------- |
| 1998–1999 | Celebrity Deathmatch       | Michael Jordan (stem)                                                     | 2 afleveringen                                    |
| 2012      | Superjail!                 | gevangenisleider (stem)                                                   | Aflevering: "Specialneeds"                        |
| 2013      | As Da Art World Might Turn | Jimmy Braswell                                                            | 2 afleveringen                                    |
| 2014      | Portlandia                 | Tunde Adebimpe                                                            | Aflevering: "Sharing Finances"                    |
| 2016      | The New Yorker Presents    | gast                                                                      | Aflevering: "Dinner Host"                         |
| 2016      | Adventure Time             | Banana Guard #16 (stem)                                                   | Aflevering: "The Thin Yellow Line"                |
| 2016      | Search Party               | Edwin                                                                     | Aflevering: "The Secret of the Sinister Ceremony" |
| 2017      | The Girlfriend Experience  | Ian Olsen                                                                 | 7 afleveringen                                    |
| 2019–2021 | Lazor Wulf                 | Lamont Brickwater / The Spirit / Commercial Narrator / The Streets (stem) | 7 afleveringen                                    |
| 2020      | Perry Mason                | Preacher                                                                  | Aflevering: "Chapter Two"                         |
| 2021      | Tuca & Bertie              | Desmond Toucan (stem)                                                     | Aflevering: "Corpse Week"                         |
| 2022-2023 | Pantheon                   | Stephen Gold (stem)                                                       | 7 afleveringen                                    |
| 2023      | Strange Planet             | stem                                                                      | 10 afleveringen                                   |
| 2024-2025 | Star Wars: Skeleton Crew   | Wendle                                                                    | 5 afleveringen                                    |